# Палекастрон
Пале́кастрон (греч. Παλαίκαστρον ή Παλαίκαστρο) — деревня в Греции. Расположена на высоте 39 метров над уровнем моря, на востоке острова Крит, в 14 километрах к востоку от Ситии. Входит в общину (дим) Ситию в периферийной единице Ласитионе в периферии Крите. Население 953 жителя по переписи 2011 года. Жители заняты преимущественно в сельском хозяйстве, выращивают оливы и виноград.
Деревня впервые упоминается в 1881 году. Название деревня получила от холма Кастри (Καστρί) на восточной окраине.
В 1925 году создано сообщество (ΦΕΚ 27Α). К северу от Палекастрона находится древний город Итанос.
Британские археологи Роберт Бозанкет (Robert Bosanquet) и Ричард Докинз (Richard Dawkins) из Британской школы в Афинах в 1902—1905 годах проводили раскопки в 2 километрах от деревни и обнаружили руины города, относящегося к позднеминойскому периоду, и кладбище ранне- и среднеминойского периода. Название города не известно. Французский археолог Поль Фор предположил, это Драгмос (Δραγμός). В Драгмосе находился храм Зевса Диктейского. На холме Пецофас (Πετσόφας) рядом с Палекастроном обнаружены руины святилища.
На холме Кастри обнаружено поселение, относящиеся к гомеровскому и эллинистическому периодам. На холме Кастро в венецианский период была построена крепость Палео-Кастро (Paleo Castro). Османский путешественник Эвлия Челеби в 1688 году посетил её и нашел разрушенной.

## Сообщество Палекастрон
В местное сообщество Палекастрон входят 10 населённых пунктов. Население 1227 жителей по переписи 2011 года. Площадь 85,573 квадратных километров.
| Наименование | Население (2011), человек |
| ------------ | ------------------------- |
| Ангатия      | 138                       |
| Вигла        | 29                        |
| Куременос    | 15                        |
| Кариамади    | 39                        |
| Лидия        | 0                         |
| Мертидия     | 2                         |
| Палекастрон  | 953                       |
| Поплу        | 8                         |
| Хиона        | 24                        |
| Хохлакие     | 19                        |

## Население
| Год  | Население, человек |
| ---- | ------------------ |
| 1991 | 982                |
| 2001 | 1092               |
| 2011 | ↘ 953              |

## Галерея

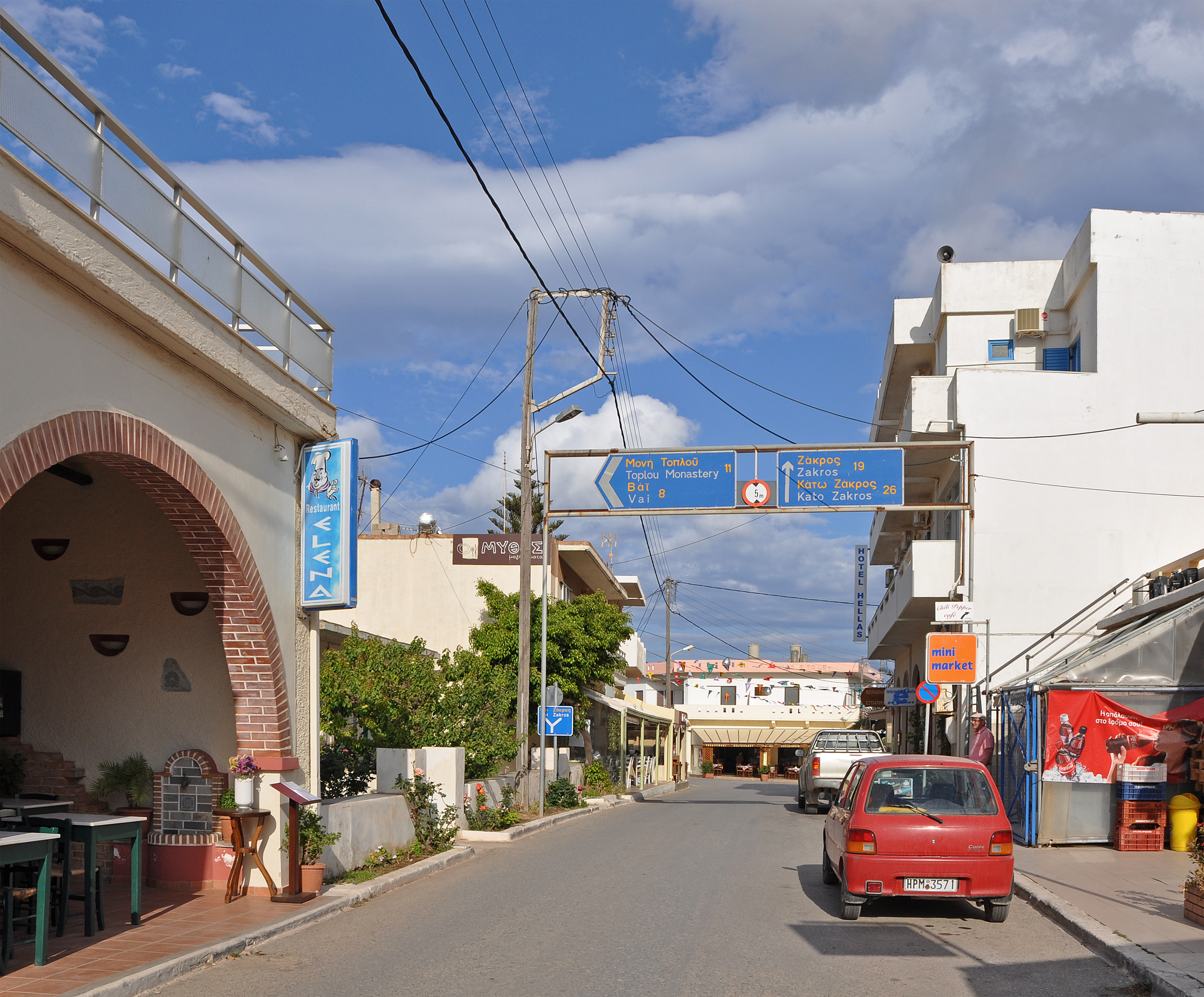
Главная улица Палекастрона
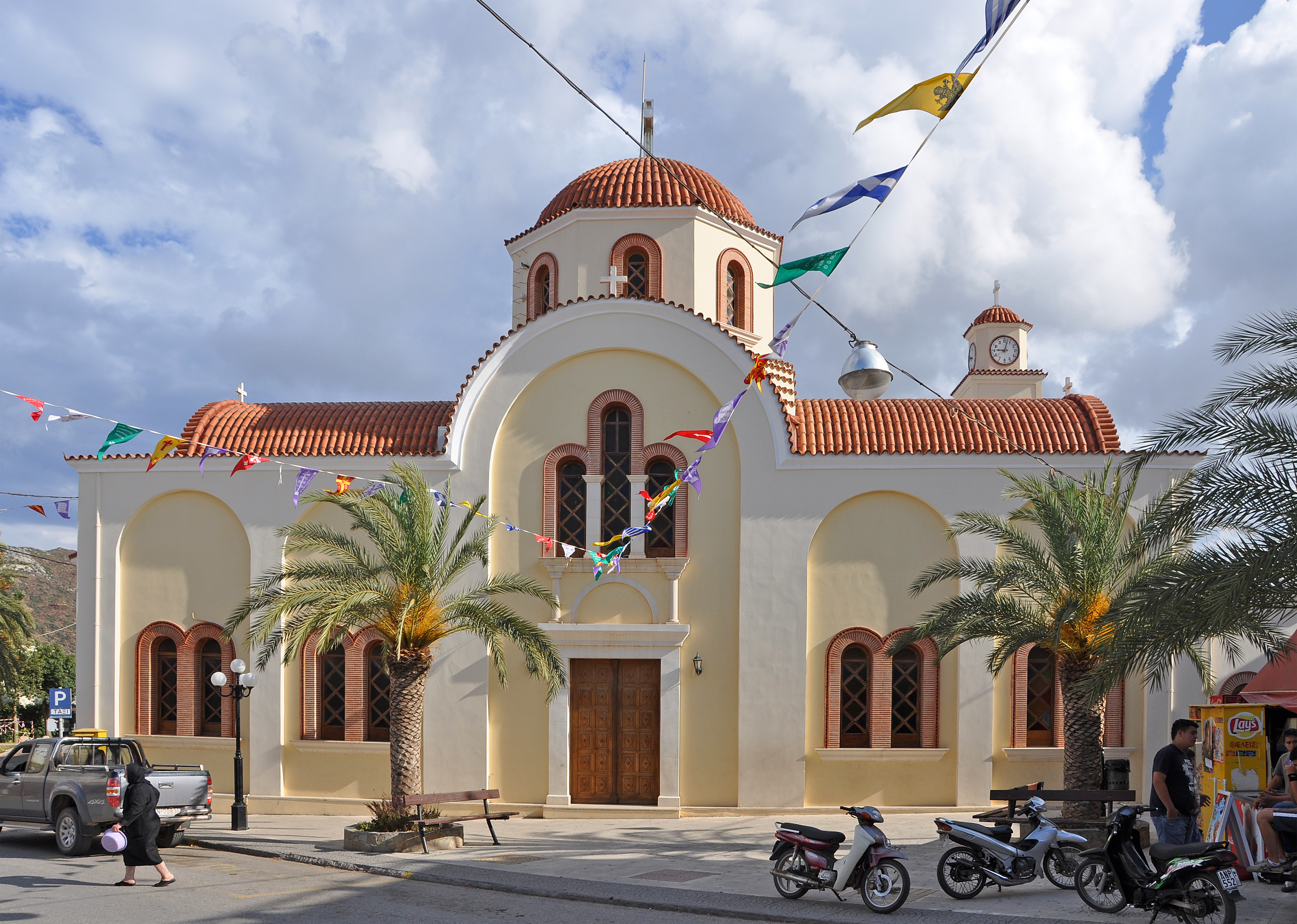
Церковь в Палекастроне
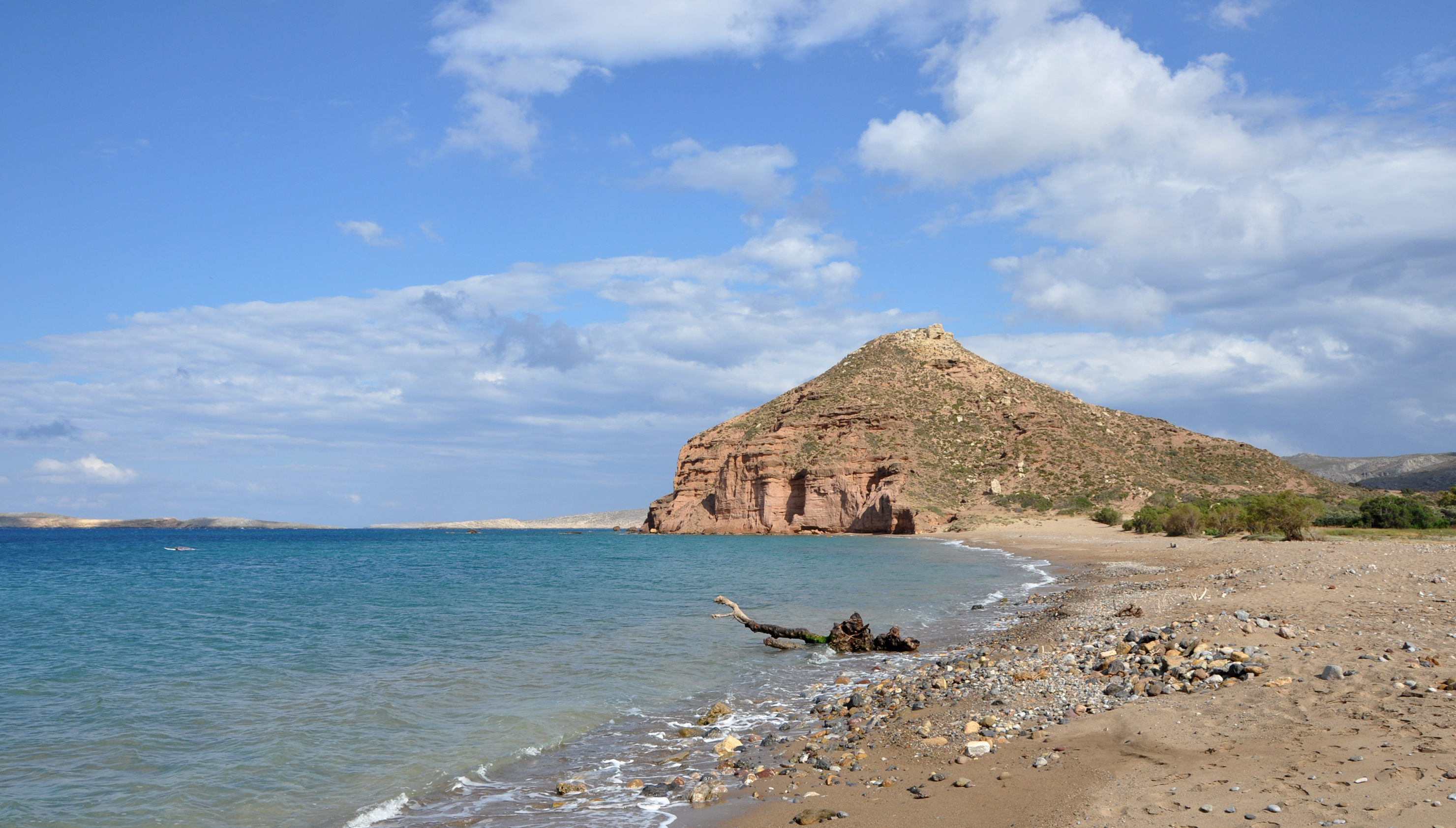
Пляж в Палекастроне
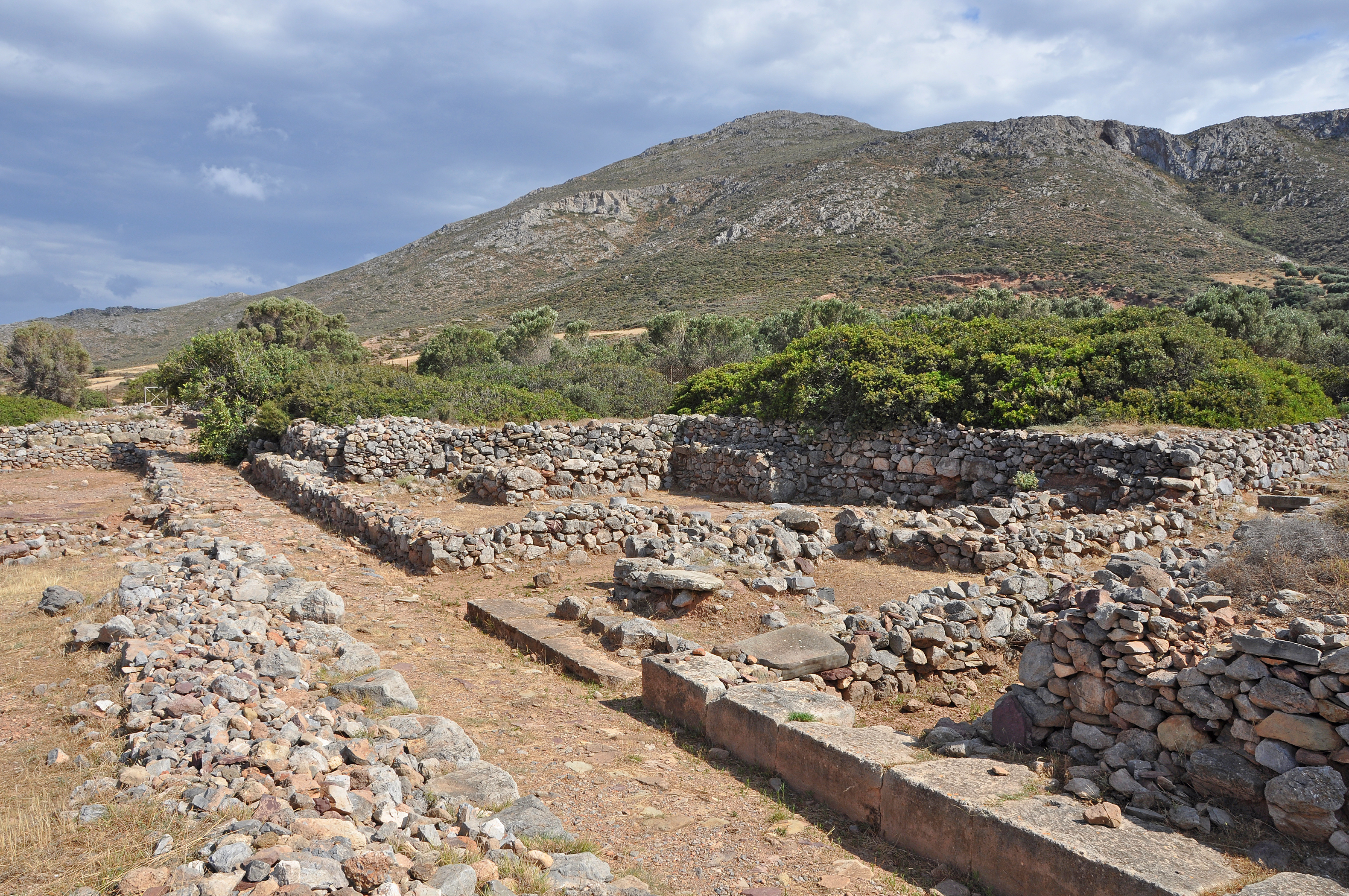
Руины минойского города в Палекастроне
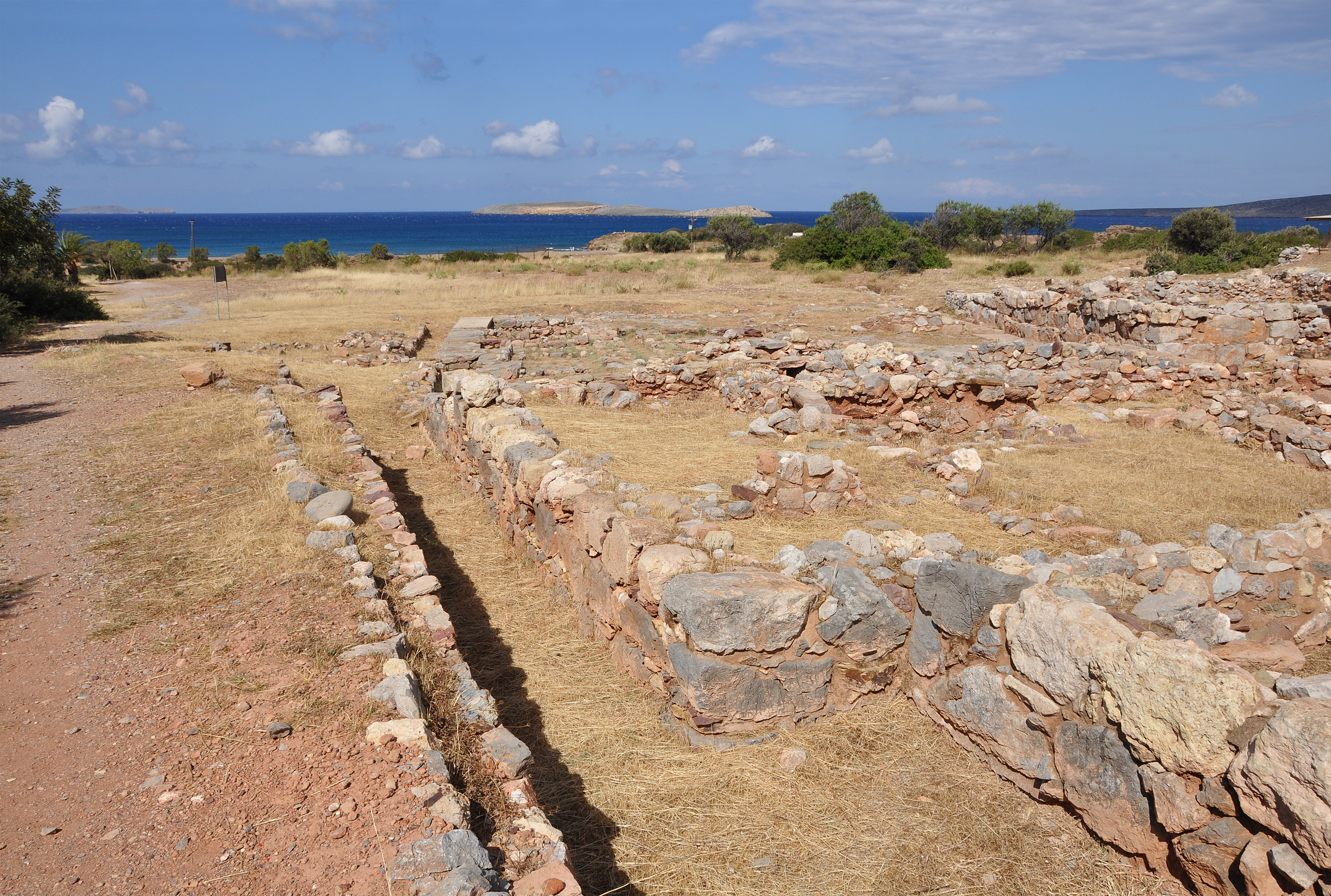
Место раскопок в Палекастроне